# Рейхлиновский спор
Рейхлиновский спор — литературная борьба между сторонниками Иоганна Рейхлина и его противниками, развернувшаяся в 1509—1518 годах в Германии.

## История конфликта
В 1509 году Рейхлин вызван был на спор крещёным евреем Иоганном Пфефферкорном. Продолжительный литературный конфликт, возникший между обоими, по справедливости считается высшим пунктом развития немецкого гуманизма. Пфефферкорн предложил сжечь все еврейские книги и силой заставить евреев посещать христианские храмы, он пригласил Рейхлина определить, какие книги необходимо сжечь, а какие стоит оставить. Рейхлин выступил против предложения сжигания книг в принципе. Он подразделял все еврейские книги на несколько категорий (Св. Писание Ветхий Завет, Талмуд и т. д.) и доказывал, что в каждой из них есть много полезного для христиан.

### Сочинения и литературная борьба
Поначалу главным лидером обскурантизма стал Пфефферкорн со своим сочинением «Ручное зеркало» (Handspiegel, 1511), в котором он открыто обвинял Рейхлина в пособничестве евреям и ставил вопрос о его компетентности в вопросе еврейского языка. Он заручился поддержкой доминиканского ордена и кельнских богословов.
Рейхлин не мог проигнорировать такой откровенный выпад в свою сторону и через некоторое время выпускает памфлет «Глазное зерцало», обвиняя Пфефферкорна в безнравственности, дискредитируя его доводы. Он взывал к солидарности всех учёных сил Германии против Пфефферкорна и его партии. Кельнские доминиканцы, с Гохстратеном во главе, не могли оставить без ответа брошюру Рейхлина; спор последнего с Пфефферкорном был перенесён на церковный форум. Богословский факультет кельнского университета потребовал от Рейхлина, чтобы он изъял из продажи все свои сочинения за евреев и публично отрёкся от Талмуда.
В следующем году кельнские богословы издали против Рейхлина латинскую брошюру, изобразив в оскорбительном для него виде все его поведение в этом деле, а один из их приспешников, Ортуин Граций, человек, получивший гуманистическое образование, а потому сделавшийся в глазах гуманистов изменником общему делу, написал латинские стихи о том, как по поводу защиты Рейхлином евреев обрадовался ад, и опечалились небожители, заплакала сама «Jovis alma parens» (то есть Св. Дева), и Христос почувствовал боль в своих старых ранах. В том же году Пфефферкорн написал новую брошюру («Brandspiegel») с предложением выселить старых евреев и евреек на необитаемый остров, а еврейских детей воспитать в христианской вере; тут были новые нападки на Рейхлина. Тогда знаменитый гуманист напечатал брошюру «Defensio contra calumniatores colonienses» (1513) в форме прошения к императору о защите, хотя это не помешало ему выражаться о своих литературных противниках весьма резко, как об ослах и свиньях, невеждах и нахалах, и даже бросить тень на супружескую верность жены Пфефферкорна. В ответ на это императорская канцелярия издала «silentii mandatum», то есть запретила продолжать полемику, пока не будет сделано постановления по этому делу компетентными лицами, так как университеты продолжали ещё его рассматривать. Вопрос взволновал к этому времени всю ученую и образованную Европу. Им заинтересовались даже государи. Людовик XII обратился по его поводу к парижским богословам, рекомендуя им не делать поблажек защитнику талмуда, а его преемник Франциск I прямо стал на сторону схоластиков, равно как и молодой король испанский Карл I (будущий император Карл V), тогда как Максимилиан поддерживал, наоборот, Рейхлина, нашедшего покровителя, кроме того, и в герцоге вюртембергском. Дело дошло наконец прямо до суда над Рейхлином. Сначала за него взялся Гохштратен, но потом, по распоряжению папы Льва X, оно было передано шпейерскому епископу, который оправдал Рейхлина. Тогда кельнские богословы, не желая отказываться от своих планов, все‑таки стали судить Рейхлина и приговорили его «Глазное зеркало» (Augenspiegel, 1511) к сожжению рукою палача. Обе стороны обратились затем с апелляцией в курию, и кёльнские богословы грозили даже, в случае проигрыша своего дела, апеллировать ко вселенскому собору. Тогда папа приказал прекратить дальнейшую полемику и отложил окончательное решение дела.

## Письма тёмных людей
Известие о предстоящем Рейхлину суде вызвало среди гуманистов большое к нему сочувствие. Оно выразилось в целом ряде посланных ему писем, которые он поспешил обнародовать в виде сборника под заглавием: «Письма знаменитых людей» (Epistolae illustrium virorum, 1514). Молодой гуманистический поэт Ульрих фон Гуттен издал стихотворный памфлет «Торжество Капниона» (1517), — Капнион было эллинизированное имя Рейхлина, — в котором представил смущение схоластиков и Пфефферкорна вследствие победы ученого гуманиста. Эти издания заинтересовали в деле всех образованных людей и склонили общественное мнение на сторону Рейхлина. Но наиболее сильный удар всей противной партии был нанесен появлением в конце 1515 года знаменитых «Писем тёмных людей» (Epistolae obscurorum virorum). Успех книжки был необычайный: в начале 1516 года понадобилось второе её издание, и в том же году появилось третье с добавлением новых писем, а когда в 1517 году вышла в свет и вторая часть, то и она весьма скоро потребовала нового издания.
«Письма тёмных людей» были делом кружка молодых гуманистов, группировавшихся одно время около Эрфуртского университета. Одним из главных сотрудников в этом коллективном предприятии был Иоганн Егер из Дорнгейма, по‑гуманистически Крот Рубиан; во втором же томе, вероятно, участвовал и Ульрих фон Гуттен. Письма эти, написанные варварской латынью и наполненные глупостями и непристойностями, были составлены от имени разных «тёмных», то есть неизвестных, большею частью вымышленных людей со смешными фамилиями и адресованы к перебежчику Ортуину Грацию. Подделка была произведена так искусно, что многие сторонники схоластиков сначала радовались тому, как разные доктора и магистры принизили в своих письмах рейхлинистов и самого Рейхлина. Обскуранты стали всеобщим посмешищем. В книге содержалась лаконичная программа гуманистического просветительства как основы освобождения страны от духовного засилия ортодоксии и вымогательств папства. Выход «Писем» стал симптомом гражданской зрелости радикальной части движения, изжившей традицию компромисса со старой церковью.